# Lithostege inanis
Lithostege inanis är en fjärilsart som beskrevs av Louis Beethoven Prout 1941. Lithostege inanis ingår i släktet Lithostege och familjen mätare. Inga underarter finns listade i Catalogue of Life.